# Troy Mallette
Troy Matthew Mallette (* 25. Februar 1970 in Onaping Falls, Ontario) ist ein ehemaliger kanadischer Eishockeyspieler, der im Verlauf seiner aktiven Karriere zwischen 1986 und 1997 unter anderem 471 Spiele für die New York Rangers, Edmonton Oilers, New Jersey Devils, Ottawa Senators, Boston Bruins und Tampa Bay Lightning in der National Hockey League auf der Position des linken Flügelstürmers bestritten hat.

## Karriere
Mallette verbrachte seine Juniorenzeit zwischen 1986 und 1989 bei den Sault Ste. Marie Greyhounds in der Ontario Hockey League, die ihn in der OHL Priority Selection an erster Gesamtposition ausgewählt hatten. Über den Zeitraum von drei Jahren absolvierte der Stürmer 201 Partien für Sault Ste. Marie und sammelte 175 Scorerpunkte. Dabei konnte er sich in allen drei Jahren steigern und erhöhte seine saisonale Punktausbeute von 45 in seiner Rookiespielzeit auf 78 in seinem dritten und letzten Jahr in der Liga.
Nachdem der Power Forward im NHL Entry Draft 1988 in der zweiten Runde an 22. Stelle von den New York Rangers aus der National Hockey League ausgewählt worden war, schaffte der 19-Jährige im Sommer 1989 den Sprung in den Stammkader der Rangers. Mallette absolvierte 79 Partien in der regulären Saison und sammelte dabei 29 Punkte, womit er zugleich einen Karrierebestwert aufstellte. In der folgenden Spielzeit ließ er 22 Punkte in 71 Einsätzen folgen. Dennoch trennten sich die Rangers im September 1991 von ihrem Jungspieler, da sie ihn als Kompensation für die Verpflichtung von Adam Graves in der Free-Agent-Periode an die Edmonton Oilers abgaben.
Damit begann eine unstete Zeit für Mallette, die zudem von vielen Verletzungen geprägt war. Nach nur 15 Partien für Edmonton wechselte der Angreifer bereits im Januar 1992 im Tausch für David Maley zu den New Jersey Devils. Dort verbrachte er eineinhalb Jahre, ehe er erneut Teil eines Transfergeschäfts wurde. Gemeinsam mit Torwart Craig Billington und einem Viertrunden-Wahlrecht im NHL Entry Draft 1993 wurde er für das Spielerpaket um Peter Sidorkiewicz und Mike Peluso an die Ottawa Senators abgegeben. Dort bestritt Mallette erstmals alle 82 Saisonspiele und erreichte 23 Scorerpunkte, womit er an die Zeit bei den Rangers anknüpfte. Es folgten zwei weitere Spielzeiten in der kanadischen Hauptstadt bis zum Sommer 1996, in denen er aber nicht mehr als die Rolle eines Enforcers ausfüllte.
Die Senators verlängerten den auslaufenden Vertrag des Flügelspielers demnach nicht, woraufhin Mallette als Free Agent für ein Jahr zu den Boston Bruins wechselte. Diese verließ er im Sommer 1997 um – erneut als Free Agent – bei den Tampa Bay Lightning anzuheuern. Dort erlitt er nach drei Saisoneinsätzen im Oktober 1997 eine schwere Rückenverletzung, die dazu führte, dass er seine aktive Karriere bereits im Alter von 27 Jahren vorzeitig beenden musste.

## Karrierestatistik
(Legende zur Spielerstatistik: Sp oder GP = absolvierte Spiele; T oder G = erzielte Tore; V oder A = erzielte Assists; Pkt oder Pts = erzielte Scorerpunkte; SM oder PIM = erhaltene Strafminuten; +/− = Plus/Minus-Bilanz; PP = erzielte Überzahltore; SH = erzielte Unterzahltore; GW = erzielte Siegtore; 1 Play-downs/Relegation; Kursiv: Statistik nicht vollständig)